# 小行会会所 (里加)

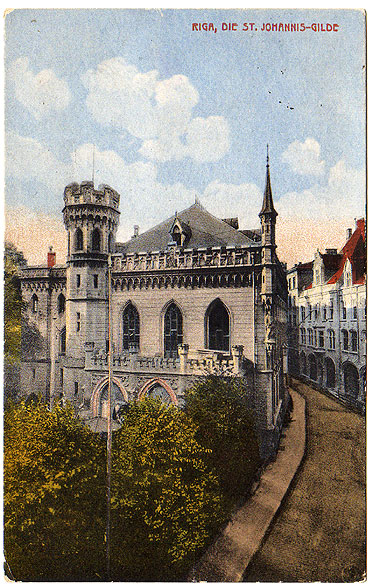
1918年的小行会会所

小行会会所是拉脱维亚首都里加的一座建筑，位于Amatu街3-5号。这座建筑兴建于1864年到1866年，设计者是建筑师Johan Daniel Felsko，英国新哥特式风格。